# 庄下川
庄下川（しょうげがわ）は、兵庫県尼崎市に流れる淀川水系の一級河川。1972年に「庄下川水系」が淀川水系に編入されて、二級河川から一級河川となった。

## 概要
上流の東富松川の伊丹市境を起点とし、尼崎市南塚口町八丁目で2つの支流が合流する（以前はこの合流地点より下流を庄下川と称した）。川は南下し、大西町と名神町の境で山幹通り、五合橋線と相次いで交差（新庄下橋並びに錦橋）、昆陽（こや）川と尾浜町で合流。南下してJR神戸線（東海道本線）と交差し、工業地帯の間を通り、西長洲町で玉江橋線（長洲橋）をくぐり同道路の東側に出る。左岸に尼崎総合文化センターを見ながら国道2号（玉江橋）をくぐり、さらに阪神尼崎駅の東側で阪神本線・阪神なんば線の線路をくぐる。国道43号・阪神高速道路3号神戸線と交差して、この南側で東西へ向きを変え、西へ分かれた流れ（旧左門殿川）は工場地域の運河となり河口部で尼崎閘門に達し東浜排水機場（ポンプ）により尼崎港（大阪湾）へ注ぐ。東へ分かれた流れは松島排水機場・庄下川水門によって大阪市との境目を流れる、神崎川の分流である左門殿川（さもんどがわ）に合流する。同排水機場は大阪高潮対策事業の一環として建設、1971年に完成した。
大正から昭和初期には尼崎閘門の完成で流れが淀み、また流域の工場排水などにより水質が悪化したが、昭和末期から平成にかけての整備工事により鯉が住めるほどには水質が改善。2000年には建設省の「甦る水100選」の一つに選ばれた。

## 支流
尾浜町の尼崎インターチェンジ南側で東から昆陽川が合流する。昆陽川をさかのぼると上流部ではさらに上坂部川、伊丹川、昆陽川捷水路に枝分かれする。昆陽川捷水路は、猪名川の分流である藻川から水を取り入れており、途中で伊丹川と交差している。
南塚口町八丁目の合流地点から北に3つに分かれる。東側から富松（とまつ）川、北からは東富松川、西からは西富松排水路（西富松川）の3川となっている。なお、東富松川は尼崎・伊丹市境までの区間を庄下川に含むこともある。富松川と東富松川は一級河川に含まれるが、西富松排水路は普通河川の扱いとなっている。
東富松川を上流へたどると途中で富松川と交差し、南塚口町の3川合流地点から東側に分かれていた富松川が東富松川の西側に移る。東富松川はさらに上流をたどるといくつかの川が枝分かれするがそのうちの一つが伊丹市の昆陽池に達する。
西富松排水路は、尼崎市立尼崎高等学校の敷地を通り、武庫之荘五丁目で尼宝線と交差、西武庫団地の東側付近からは水路が複数に分かれる。最終的には市内最北端の宮ノ北団地の西側にある六樋に達する。
この六樋は武庫川の水を農業用水にするため設けられた取水口であり、それまであった野間井、生島井、武庫井、水堂井、守部井、大島井の6つの取水口を1924年の武庫川改修に際し統合したものである。このため、庄下川には武庫川や篠山川の水も流れていることになる。「武庫川六樋水系、ホタルの里づくり」で、昭和61年度手づくり郷土賞（ふれあいの水辺部門）受賞。

## 文化
市中心部では、船で庄下川を下る祭り「船だんじり」が行われている。明治時代から昭和初期に行われていたが、平成に入り復活させた。

## 災害史
- 1934年（昭和9年）9月21日 - 室戸台風による暴風雨により堤防が決壊。市内一帯が冠水する原因となった[1]。